# 痄腮树
痄腮树（学名：Heliciopsis terminalis）为山龙眼科假山龙眼属下的一个种。

## 扩展阅读
- 維基物種上的相關：痄腮树